# Maja e Valamarës
Maja e Valamarës är en bergstopp i Albanien. Den ligger i den centrala delen av landet, 80 km sydost om huvudstaden Tirana. Toppen på Maja e Valamarës är 2 267 meter över havet, eller 19 meter över den omgivande terrängen. Bredden vid basen är 0,20 km.
Terrängen runt Maja e Valamarës är kuperad åt nordost, men åt sydväst är den bergig.   Runt Maja e Valamarës är det ganska tätbefolkat, med 80 invånare per kvadratkilometer.. 
Omgivningarna runt Maja e Valamarës är en mosaik av jordbruksmark och naturlig växtlighet.